# ウィリアム・ハヴェル
ウィリアム・ハヴェル（William Havell、1782年2月9日 - 1857年12月16日）はイギリスの画家である。主に風景画を描いた。多くの画家、版画家を輩出したハヴェル家の画家の一人である。

## 略歴
イングランド南部、バークシャーのレディングで生まれた。父親のルーク(Luke Havell: 1752-1810)は美術学校を経営していたが収入を補うために商店も経営していた。14人兄弟で、弟のエドマンド(Edmund Havell: 1785-1864)も何度か展覧会に出展した後、美術教師になり父親の仕事を継いだ。弟のジョージ（George Havell: 1799-1839?)は動物画家になった。エドマンドの同名の息子(Edmund Havell junior: 1819-1899)も画家になった。
父親から絵を学び、1804年にロイヤル・アカデミー・オブ・アーツの展覧会に作品を出展した。その年、王立水彩画家協会(Society of Painters in Watercolours) の設立会員になった。  
1807年からイングランド北部のカンブリアに2年ほど滞在し、山岳の風景を研究し多くの作品を描いた 。1813年に王立水彩画家協会を脱会したが会則で展覧会への出展はつづけ、1812年と1814年にはロイヤル・アカデミー・オブ・アーツの展覧会へも出展した。
1816年に画集を出版し、同じ年に英中貿易の全権大使になったアマースト卿の随行画家に任じられたが乗り組んだ船の上級船員と激しい喧嘩をして、1817年に罷免された。帰国の途中インドに1925年まで滞在し、肖像画や風景画を描いた。イギリスに戻った後、王立水彩画家協会に再加入するが、自分の作品に人気が無くなっていたので教会の展覧会への出展を止めて、油絵を描くようになった。
1827年に風景画家のトーマス・ユーウィンズ(Thomas Uwins: 1782–1857)とイタリアを旅し、フィレンツェ、ローマ、ナポリを訪れた。ロイヤル・アカデミー・オブ・アーツの展覧会の常連出展者となり、イタリアやウェールズ、ウェストモーランドや中国の風景画も出展した。ロンドンの民間展覧会「British Institution」にも出展した。作品は繊細な色使いなどで知られていたが人気は高くなかった。貯えをインドの銀行の破綻で失われ、アカデミーの基金の受給者となった。
1857年にロンドンのケンジントンで没した。

## 作品

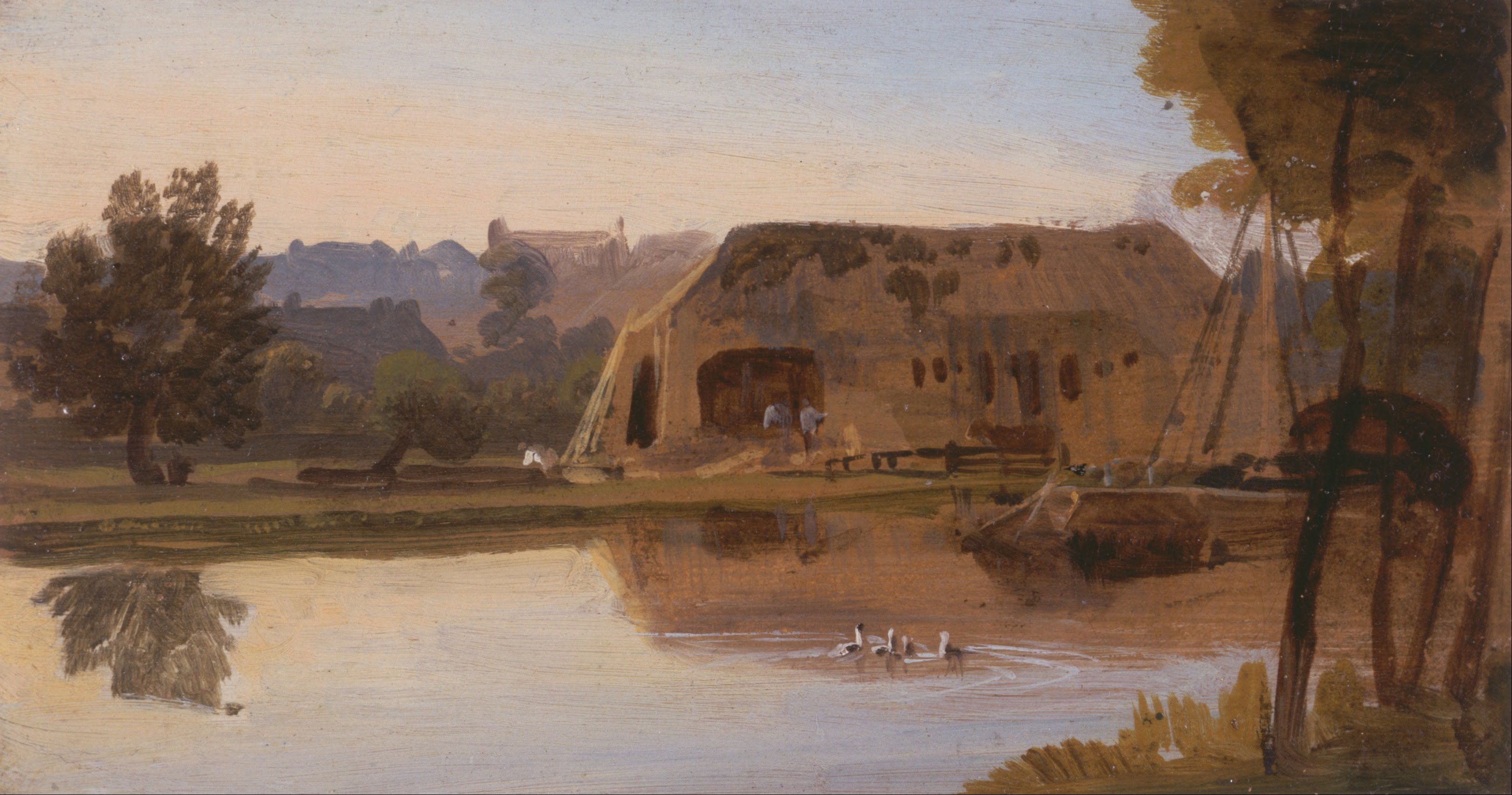
"On the Kennet, Reading" (1807) Yale Center for British Art蔵
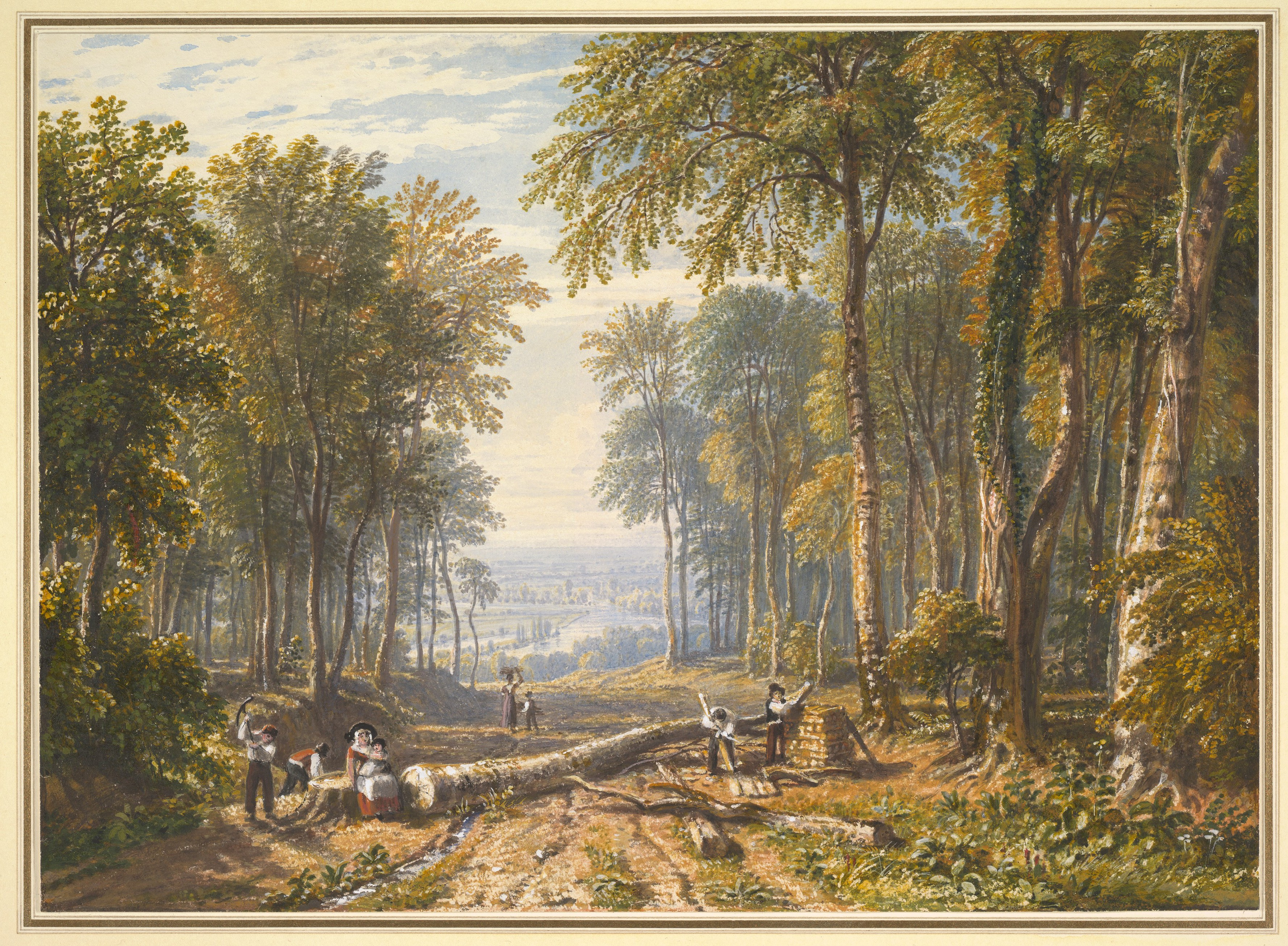
"Woodcutters at Park Place, Henley, the River Thames Beyond"(1826) メトロポリタン美術館蔵
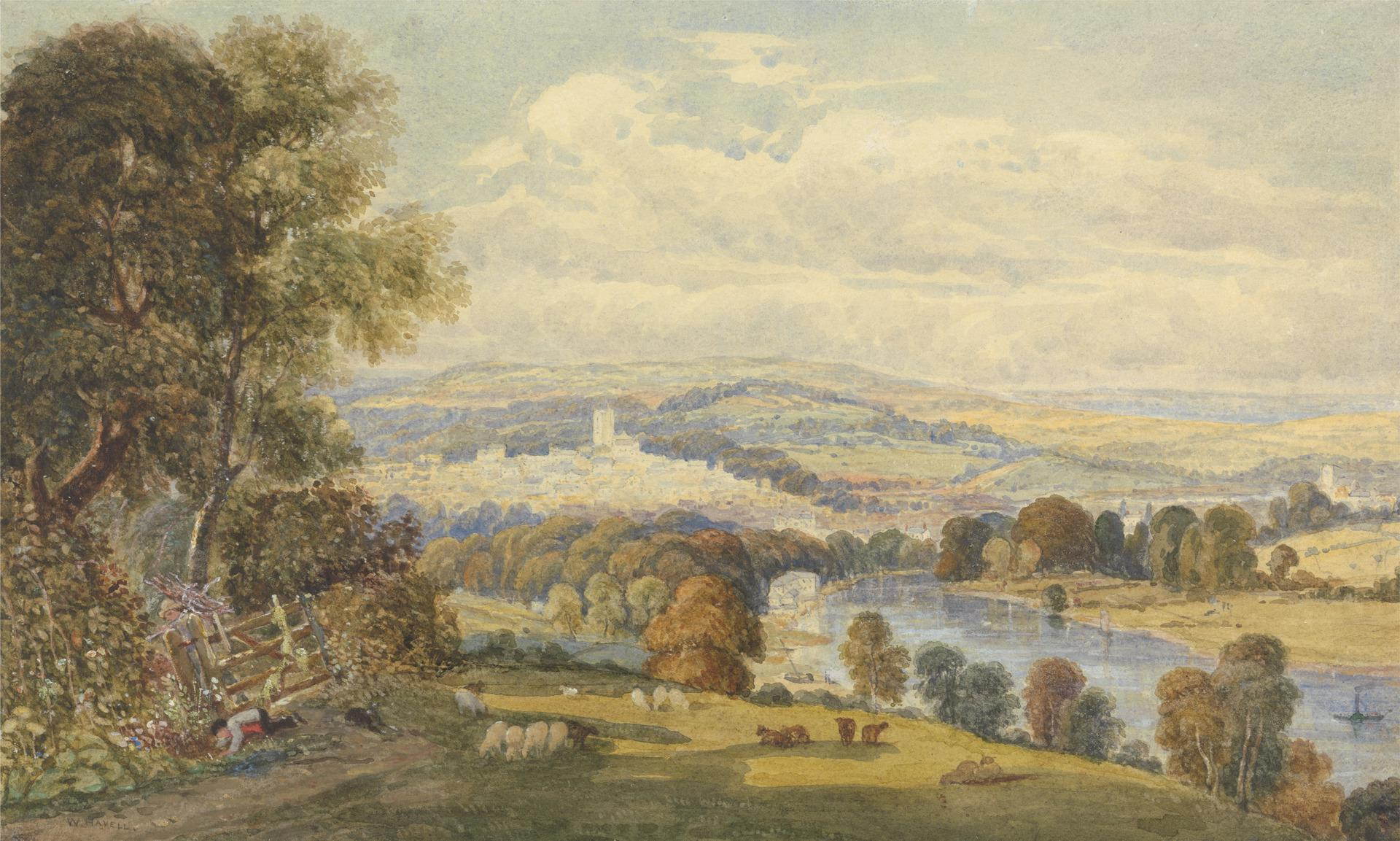
"View of Totnes, Devon" Yale Center for British Art蔵